# Clã Taira
O Taira foi um dos três clãs mais importantes que dominaram a política japonesa durante o Período Heian da História do Japão - os outros eram os Fujiwara e os Minamoto. Comumente o Clã Taira é mencionado como Heishi (平氏) ou Heike (平家), se for usada a leitura chinesa do carácter para Taira o Hira (平, hei), já o Shi (氏) significa Clã e Ke (家) significa Família.

## Histórico

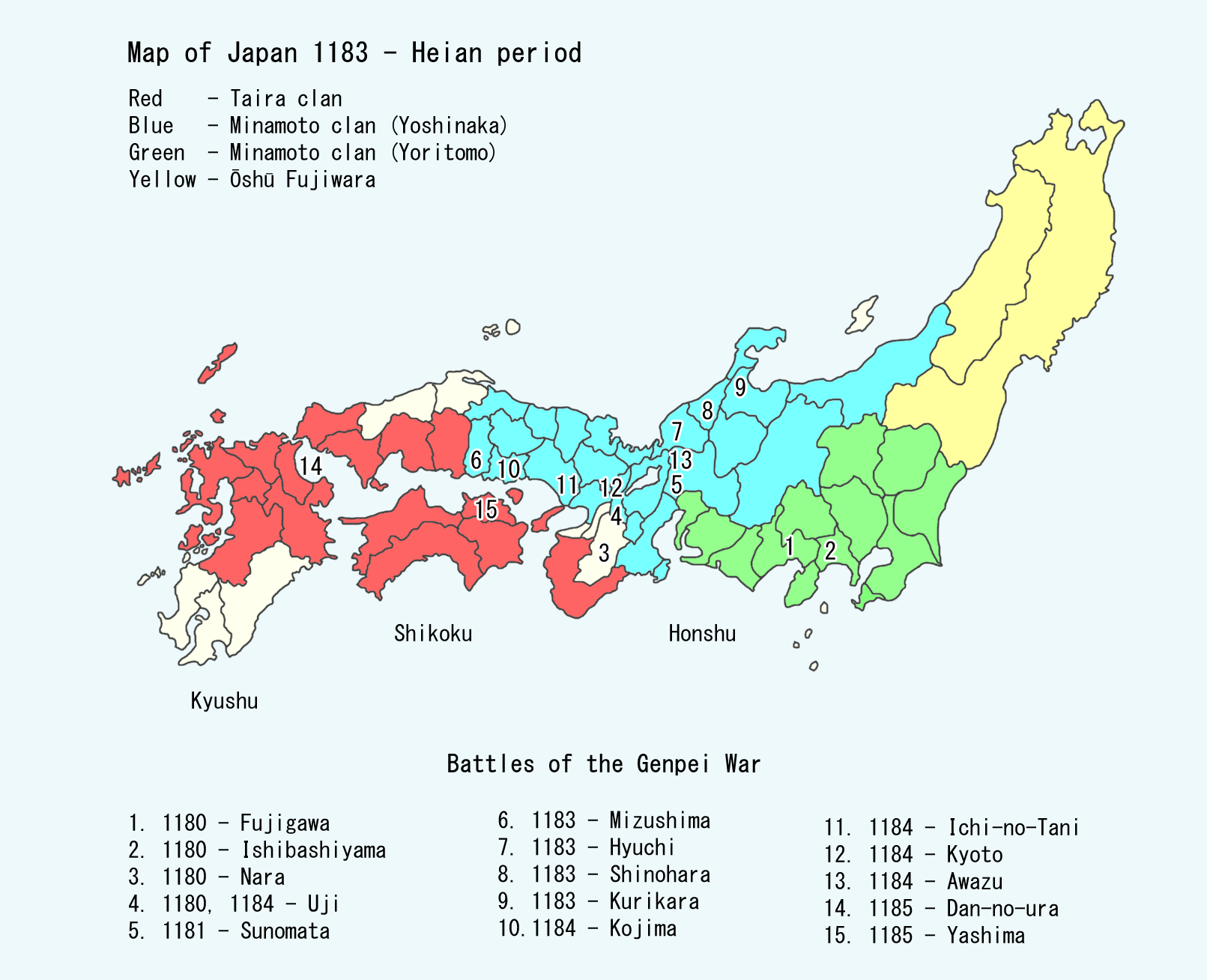
O domínio, em vermelho, do clã Taira no Japão. Em amarelo vemos o domínio do clã Fujiwara e em azul e verde os domínios do clã Minamoto, dividido em duas facções na época (1183)

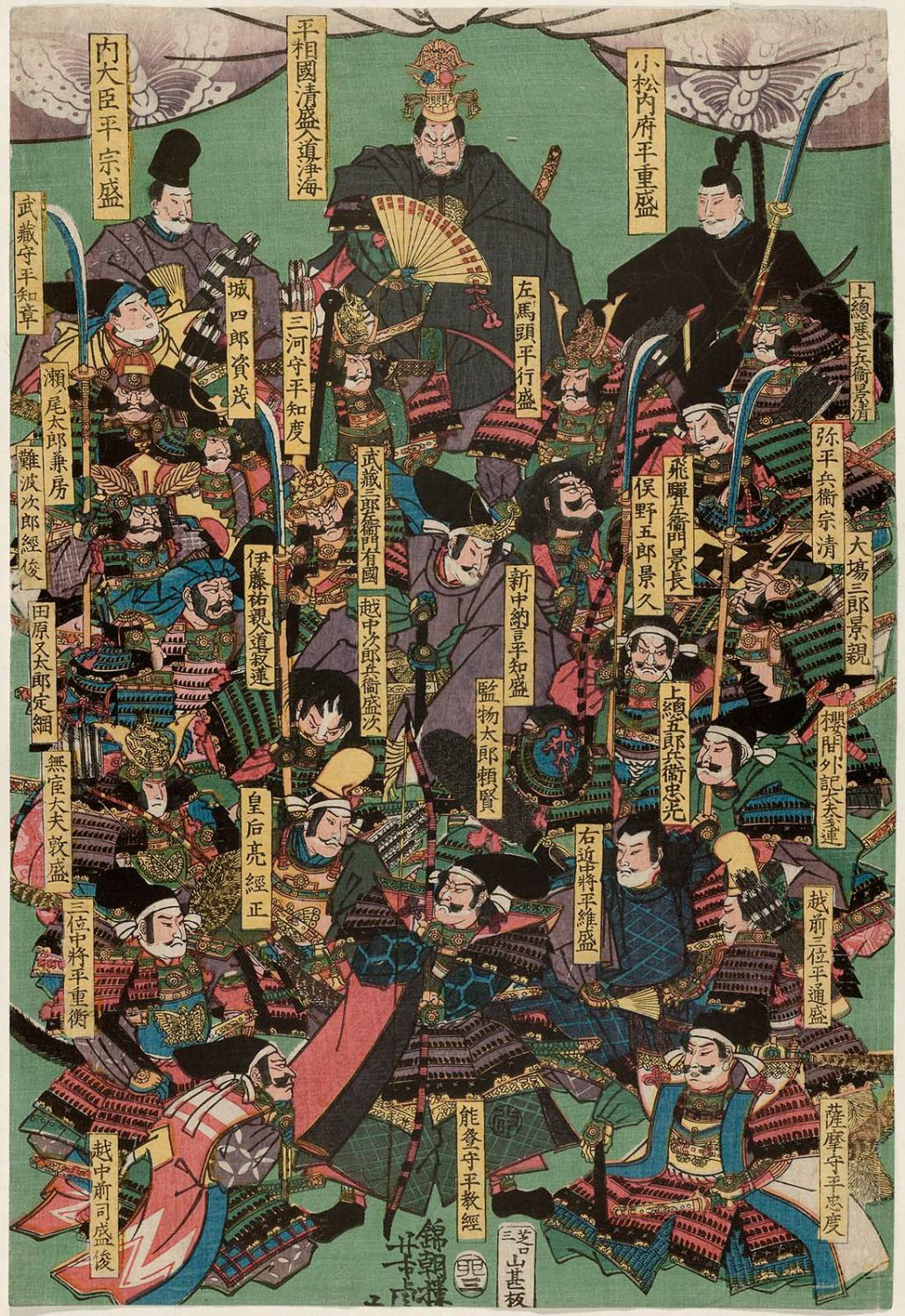
Guerreiros do clã Taira por Utagawa Yoshitora

Junto com o Minamoto, o Taira era um dos sobrenomes honorários dados pelos imperadores do Período Heian (794–1185 AD) a seus filhos e netos que não fossem considerados elegíveis para o trono. Alguns netos do Imperador Kanmu foram os primeiros a levar o nome de Taira, a partir de 825. Depois, os descendentes do Imperador Nimmyo, do Imperador Montoku e do Imperador Koko também receberam o sobrenome. As linhas hereditárias específicas desses imperadores são referidas pelo nome póstumo do imperador seguido por Heishi, p. ex. Kanmu Heishi.
A linha Kanmu Heishi, fundada em 889 por Taira no Takamochi (bisneto do 50º imperador Kanmu, que reinou de 781 a 806) provou ser a linha mais forte e mais dominante durante o período Heian. Mais tarde outro membro dessa linhagem Taira no Kiyomori criou o que foi considerado o primeiro governo sob o domínio dos samurais na história do Japão. Um bisneto de Takamochi, Taira no Korihira, mudou-se para a província de Ise (atualmente parte da província de Mie) e estabeleceu uma importante dinastia daimio. Masamori, seu neto; e Tadamori, seu bisneto, tornaram-se fieis apoiadores do Imperador Shirakawa e do Imperador Toba, respectivamente. Taira no Kiyomori, filho e herdeiro de Tadamori, subiu para a posição de Daijō Daijin (grande ministro de Estado), após suas vitórias na  Rebelião Hōgen (1156) e o Rebelião Heiji (1160). Kiyomori conseguiu entronizar seu neto mais jovem como Imperador Antoku em 1180, um ato que levou às Guerras Genpei (Genpei no Sōran, 1180-1185). O último líder da linhagem Kanmu Heishi, acabou sendo destruído pelos exércitos de Minamoto no Yoritomo na Batalha de Dan no Ura, a última batalha da Guerra Genpei. Esta história é contada no Heike Monogatari.
Este ramo dos Kanmu Heishi tinham muitos outros ramos, incluindo Hōjō, Chiba, Miura e Hatakeyama.
Outro membro desta família foi Takamune-ō (804-867), o filho mais velho do Principe Imperial Kazurahara e neto do Imperador Kanmu, que recebeu o título de Taira no Ason no ano 825. Desta forma, havia dois grupos no Kanmu Heishi, um núcleo que descendia de Takamune e outro de seu sobrinho, Takamochi (o filho do Príncipe Imperial Takami).
O clã Oda na época de Oda Nobunaga (1534-1582) também reclamou a descendência Taira, eram descendentes de Taira no Chikazane, neto de Taira no Shigemori (1138-1179).

## Guerras Genpei
Durante a Rebelião Heiji (1160), o líder dos Seiwa Genji, Minamoto no Yoshitomo, morreu em batalha. Taira no Kiyomori obteve o poder em Kyoto forjando alianças com os imperadores aposentados Shirakawa e Toba. Kiyomori mandou Minamoto no Yoritomo (1147–1199), o terceiro filho de Yoshimoto, para o exílio. Em 1180, Yoritomo organizou uma rebelião em grande escala contra o domínio dos Taira (as Guerras Genpei ou Taira-Minamoto), culminando com a destruição dos Taira e a subjugação do leste do Japão em cinco anos. Em 1192, ele recebeu o título shogun e criou o primeiro bakufu com sede em Kamakura.